# Conchodytes maculatus
Conchodytes maculatus är en kräftdjursart som beskrevs av Bruce 1989. Conchodytes maculatus ingår i släktet Conchodytes och familjen Palaemonidae. Inga underarter finns listade i Catalogue of Life.